# Вулиця Олени Теліги (Черкаси)
Вулиця Оле́ни Телі́ги — невелика вулиця в Черкасах, у Південно-Західному мікрорайоні.

## Розташування
Починається від кола на вулиці 30-річчя Перемоги уходить на схід і впирається в колишній військовий полігон, де перетворюється на ґрунтову дорогу.

## Опис
Вулиця широка, по 2 смуги руху в кожний бік.

## Походження назви
Вулиця була утворена в 1984 році і названа на честь Івана Конєва, маршала Радянського Союзу. 22 лютого 2016 року вулиця була перейменована на честь української поетеси, публіцистки, діячки ОУН Олени Теліги.

## Будівлі
По вулиці розташовано 9 житлових будинків, дитяча лікарня, невеличка церква, Зал Царства Свідків Єгови, Черкаська загальноосвітня школа № 26 імені І. Ф. Момота і кілька гаражних кооперативів.